# 13673 Urysohn
13673 Urysohn este un asteroid din centura principală de asteroizi.

## Descriere
13673 Urysohn este un asteroid din centura principală de asteroizi. A fost descoperit pe 1 iunie 1997 la Prescott (Arizona) de Paul G. Comba. El prezintă o orbită caracterizată de o semiaxă mare de 2,87 ua, o excentricitate de 0,09 și o înclinație de 1,8° în raport cu ecliptica.